# El arriero de Yacanto
 El arriero de Yacanto  es una película argentina en blanco y negro que se estrenó el 6 de junio de 1924 en el cine Crystal Palace. Fue dirigida por José Agustín Ferreyra sobre su propio guion y protagonizada por Yolanda de Maintenon y Nelo Cosimi.
Fue filmada en la localidad de Yacanto en la provincia de Córdoba y en el barrio de Mataderos de la ciudad de Buenos Aires.

## Sinopsis
Jorge Miguel Couselo dice que la película es "casi un tema de aventura que mostraba a un campesino noble y primitivo sometiendo a una mujer de la ciudad que por coquetería simuló enamorarlo".

## Reparto
- Yolanda de Maintenon
- Nelo Cosimi
- Héctor Míguez
- Antonio Prieto

## Comentario
Opina Couselo que 

"El tratamiento tenía un matiz irónico que recordaba El admirable Crichton de James Barrie, e incluía en escenas de acción tupida la perspectiva generosa de la serranía cordobesa."